# Operace Pramen míru
Operace Pramen míru (turecky: Barış Pınarı Harekâtı) je krycí název pro vpád ozbrojených sil Turecka do severní Sýrie, která je pod kontrolou kurdských milic, jež Turecko považuje za teroristickou organizaci. Operaci zahájila turecká armáda 9. října 2019 a jejím cílem je podle tureckých představitelů vytvoření bezpečné zóny zbavené kurdských milic, ve které budou také umístěni syrští uprchlíci.
13. října 2019 se syrská vládní vojska dohodla se syrskými Kurdy na ruské vojenské základně Hmímím a vládní jednotky se začaly přesouvat k syrsko-turecké hranici na pomoc Kurdům s cílem turecký vpád odrazit. Koncem října Turecko souhlasilo s příměřím výměnou za úplné stažení SDF z „bezpečné zóny“, ustanovené v oblastech do vzdálenosti 30 km jižně od hranic Sýrie a Turecka.

## Předcházející události
V roce 2011 vypukla v Sýrii občanská válka mezi baathistickým režimem prezidenta Bašára Asada, povstaleckou opozicí, Islámským státem a nově vzniklým autonomním Kurdistánem. Do války se postupně přímo i nepřímo zapojily mocnosti regionální (Izrael, Írán, Saúdská Arábie a Turecko) a světové (Spojené státy, Rusko, Francie atd.).
V lednu 2018 spustilo Turecko operaci Olivová ratolest, během níž se zmocnilo kontroly nad Afrínem, který se nachází blízko vládou kontrolovaného Aleppa. Na jaře 2019 byl definitivně poražen Islámský stát Syrskými demokratickými silami (SDF), které získaly kontrolu nad většinou východního břehu řeky Eufrat.
V říjnu oznámil turecký prezident Erdoğan, že Turecko plánuje na severu Sýrie vytvořit pohraniční koridor. Bílý dům turecké záměry potvrdil a zároveň prohlásil, že se americké ozbrojené síly operace nezúčastní, naopak se z oblasti z regionu stáhly. Prezident Donald Trump operaci podpořil, ale pohrozil zničením turecké ekonomiky, pokud Turecko překročí určité hranice. Kurdské milice označily americké počínání za zradu a vyhlásily třídenní všeobecnou mobilizaci a vyzvaly k odporu proti tureckým vojskům.

## Začátek bojů
9. října oznámil prostřednictvím Twitteru turecký prezident Erdoğan začátek operace Pramen míru. Po prohlášení zahájily turecké vzdušné síly letecký útok na kurdské cíle v Tell Abyadu a Ras al-Aynu. Okolo čtvrté hodiny SELČ zahájila turecká armáda dělostřeleckou palbu na pozice YPG (Lidové obranné jednotky). Podle kurdských tvrzení turecká vojenská letadla útočí až 50 km od turecko-syrských hranic, čímž porušují vlastní tvrzení o udržení operací pouze 30 km od hranic. SDF zároveň vyzvala USA a jejich spojence k vytvoření bezletové zóny nad celou oblastí.

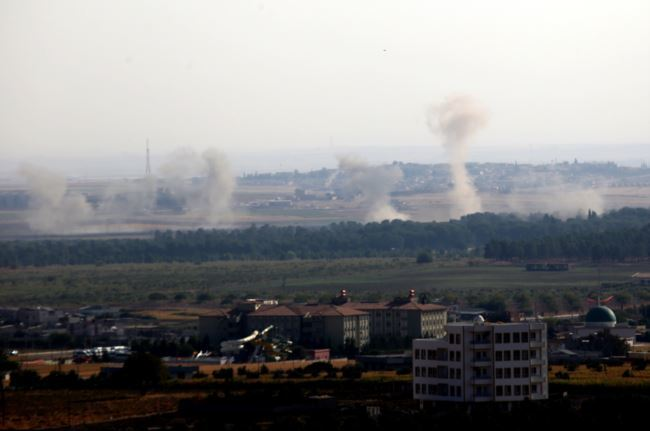
Turecké bombardování Ras al-Ajn 10. října 2019

Na turecké letecké útoky odpověděla podle tureckých médií SDF raketovými útoky proti cílům v jižním Turecku, šest raket dopadlo na turecké město Nusaybin. Kolem 22 hodiny zahájila turecká armáda společně se Svobodnou syrskou armádou (FSA) pozemní útok. V třicetikilometrovém pásmu, které Turecko hodlá obsadit, se nacházejí i věznice, ve kterých jsou internováni zajatí příslušníci Islámského státu. Turecko odmítlo v případě obsazení těchto táborů ostrahu zajatců zajišťovat a vyzvalo mezinárodní společenství, aby se tohoto úkolu ujalo.
Kurdská SDF oznámila, že ukončila boj proti zbytkům Islámského státu, neboť tento boj není nyní prioritní. Podle vyjádření CNN tak prakticky není síla, která by IS mohla zničit. Během večera oznámila SDF, že boje probíhají po celé turecko-syrské hranici a z oblasti po leteckých útocích prchají tisíce civilistů. podle tvrzení serveru Kurdistan24 by cílem mohla být snaha vytlačit civilisty z prostoru, kde budou probíhat pozemní boje.
Před 23. hodinou oznámil Mustafa Bali, mluvčí SDF, že v Til Abyad byl turecký pozemní útok odražen.
Spojené státy v reakci na vpád uvalily na turecké ministerské a vládní úředníky sankce. Donald Trump také oznámil svůj záměr zavést ekonomické sankce, ten však po americko-turecké úmluvě o zastavení palby odvolal.

## Průběh bojů před příměřím

### 10. říjen

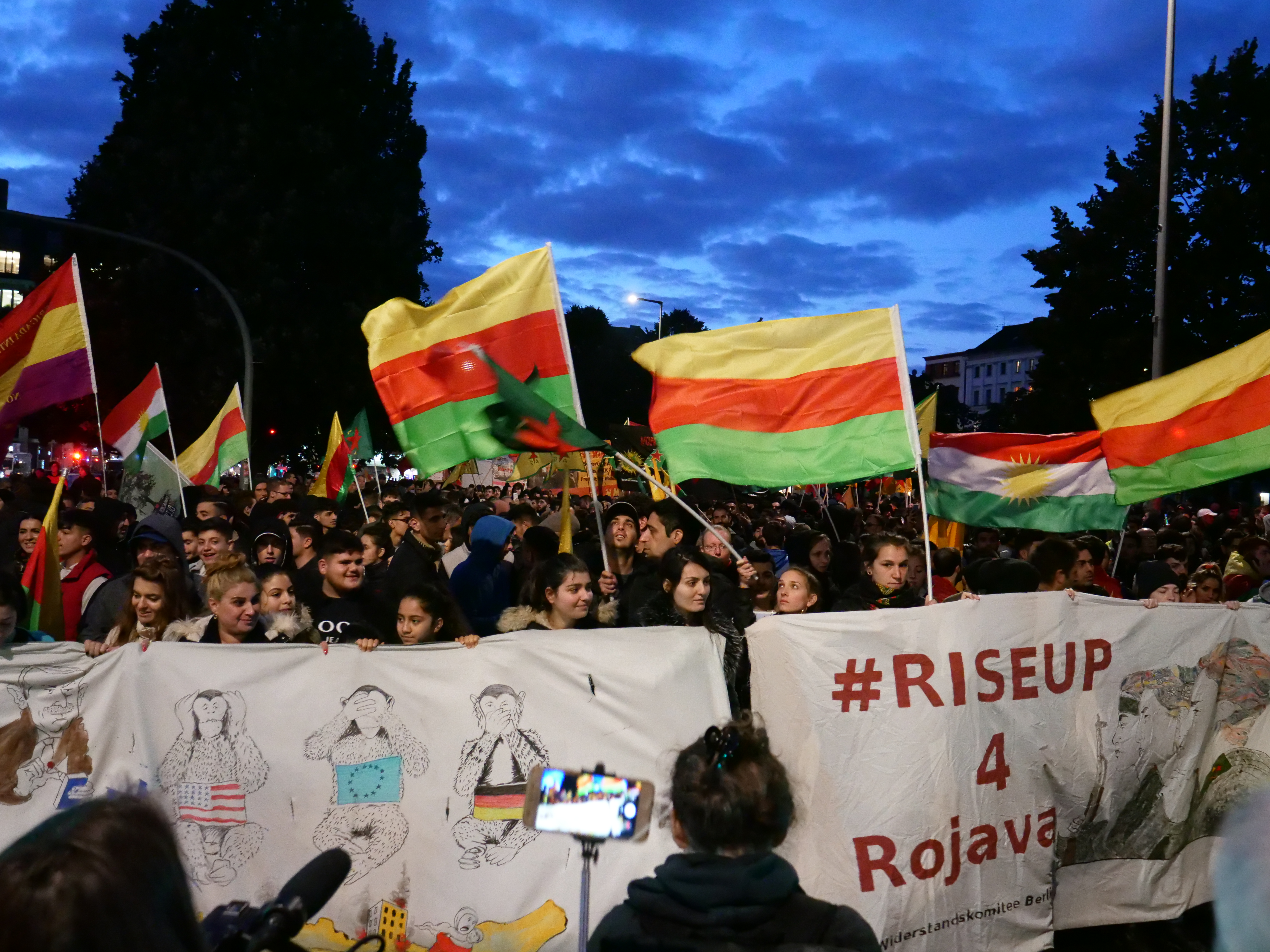
Protest v Berlíně proti turecké invazi

Podle zprávy, kterou 10. října vydalo turecké ministerstvo obrany, zasáhly turecké letecké síly s dělostřeleckou podporou 181 cílů a dále uvedlo, že se podařilo další vybrané cíle obsadit, aniž specifikovalo, o jaké cíle se jedná. Podle mluvčího SDF se po zahájení pozemních operací odehrávají těžké boje a v městě Kámišlí byla údajně dělostřeleckou palbou zasažena věznice, ve které jsou internováni zajatí příslušníci Islámského státu. Podle exilové Syrské observatoře pro lidských práva (SOHR) se Kurdům podařilo odrazit další pozemní turecký útok u Tal Halafu. V další zprávě turecké ministerstvo obrany uvedlo, že ofenziva pokračuje úspěšně a turecké armádě se podařilo obklíčit pohraniční města Ras al-Ain a Tal Abyad, podle tvrzení kurdských zdrojů a SOHR ale ofenziva nedosáhla významného pokroku. Podle kurdského Červeného půlměsíce zahynulo při tureckém bombardování 11 civilistů, kurdské ostřelování tureckého pohraničí si vyžádalo 5 mrtvých civilistů včetně jednoho dítěte. Podle SOHR padlo 29 ozbrojenců SDF a 19 ozbrojenců z povstaleckých a protureckých syrských jednotek. V dalších bojích proturecké jednotky ztratily dalších 7 příslušníků. Turecko přiznalo ztrátu 1 vojáka. Turecká tisková agentura Anadolu uvedla, že se turecké armádě podařilo neutralizovat 228 kurdských militantů. Podle humanitárních organizací je v pohybu asi 64 tisíc civilních uprchlíků a podle jejich prognóz by se s pokračováním bojů tento počet mohl zvýšit až na 450 tisíc.

### 11. říjen
Turecká armáda pokračovala během dne v leteckém a dělostřeleckém bombardování pozic SDF po celé syrsko-turecké hranici, např. město Kamišli, vesnice Ain Dewar, Zuharijah či Tall Abajah. V obci Tall Džihane zasáhlo bombardování asyrský kostel Panny Marie. V Tall Abajadu byla uzavřena nemocnice provozovaná organizací Lékaři bez hranic. Turecké pozemní jednotky společně se syrskými protureckými jednotkami pokračovaly i v pozemní operaci, při které se jim podařilo obsadit další vesnice a postoupit až do hloubky 8 km na syrském území.
Podle OSN se počet uprchlíků z oblastí postižených boji pohybuje kolem 100 tisíc. SDF oficiálně přiznalo 7 padlých bojovníků, turecká armáda přiznala další dva padlé vojáky, čímž se počet jejich ztrát zvýšil na tři mrtvé.

### 12. říjen
Podle vlastního tvrzení se turecké armádě podařilo dosáhnout strategické dálnice M4 spojující Manbidží a Kámišlí. Podle kurdských zdrojů byla příslušníky proturecké Svobodné syrské armády popravena kurdská politička Hevrin Chalafová a dalších 8 civilistů. Podle tureckého ministra obrany turecké armáda dobyla strategické město Rás al-Ajn, kurdské zdroje ale uvádějí, že díky protiútoku se kurdským jednotkám podařilo získat město zpět pod svou kontrolu. Pouze částečnou tureckou kontrolu nad tímto městem potvrdila i Syrská observatoř pro lidská práva (SOHR).

### 13. říjen
Od ranních hodin pokračovalo turecké ostřelování Tall Abajadu a společně s SNA obsadila město Suluk a 5 dalších vesnic, naproti tomu se SDF podařilo získat kontrolu nad oblastí kolem města Ras al-Ajn. Podle kurdských zdrojů turecká armáda zajala dva zdravotníky z kurdské organizace Červený půlměsíc.
Podle OSN oblasti bojů opustilo kolem 130 tisíc civilistů. Podle kurdských zdrojů turecké útoky brání přísunu humanitární pomoci uprchlíkům.
Během odpoledne se turecké armádě podařilo obsadit Tall Abajad. V oblasti Ajn Issa, ze které USA evakuovaly své vojáky, se podle SDF v důsledku bojů podařilo z tábora uprchnout 785 lidem napojeným na IS. Dle SDF se jim dostalo pomoci ze strany protureckých syrských skupin.
Po obsazení Tall Abajadu došlo k dohodě mezi SDF a syrskou vládou, podle které se syrské vládní jednotky včetně ruských speciálních jednotek zapojí do bojů proti turecké armádě a jejím spojencům z řad syrských povstalců. Během noci syrské vládní jednotky vstoupily do Manbidže, následující den by měly vstoupit do Kobani.

### 14. říjen
Dne 14. října vstoupily jednotky Syrské arabské armády po dohodě s představiteli kurdské samosprávy na kurdské území s cílem osvobodit oblasti zabrané tureckou armádou a žoldáky. Velení turecké armády prohlásilo, že jeho cíle zůstávají stejné, nikoliv obsadit syrské území, ale vytvořit podmínky pro návrat syrských Arabů. Turecko dále zveřejnilo informaci, že vězněné příslušníky IS pustili sami Kurdové. Stalo se tak poté, co kurdští představitelé oznámili, že vlivem tureckého bombardování se z věznice Ain Issa podařilo uprchnout 785 rodinným příslušníkům členů IS. Zprávu o propouštění příslušníků IS Kurdy oznámil na svém twitterovém účtu i americký prezident Trump. Podle amerických představitelů ale neexistují žádné známky toho, že by SDF něco takového učinily. Svou připravenost převzít do vazby zajaté příslušníky IS deklarovalo jak Rusko, tak Sýrie.

### 15. říjen
Jednotky SDF podle SOHR zaútočily na pozice turecké armády a protureckých povstalců západně od města Ras Al-Ajn a podařilo se jim tyto pozice obsadit. Střety si údajně vyžádaly ztráty na obou stranách. Podle tvrzení tureckého prezidenta Erdogana se turecké jednotky staly cílem útoku syrských vládních sil vedenému z Manbidže. Během útoku zahynul jeden turecký voják. a turecké armádě se podařilo zajistit přibližně 1000 km².
Během dne pokračoval přesun dalších syrských vládních jednotek do Manbidže, ve vstupu do Kobani ale jim zabránily jednotky americké armády.

### 16. říjen
Podle informací SOHR se pod tureckou palbou ocitly vesnice poblíž měst Al Hasaka a Ras al-Ajn. Poblíž Ajn Issa se podle SOHR SDF podařilo znovuobsadit dvě dříve ztracené pozice. podle tureckého prezidenta Erdogana již turecká armáda obsadila 1200 km². K těžkým bojům došlo v prostoru měst Ajn Issa a v oblasti Tal Abjad. Tureckým jednotkám s jejich spojenci se podařilo obsadit město Tal Half. Syrské vládní jednotky zároveň podnikly několik raketových útoků proti pozicím protureckých milicí. Během večera se ruské jednotky dostaly do blízkosti Kobani. Do samotného města poté za soumraku vstoupily syrské vládní jednotky.
Během dopoledne se ze své základny poblíž Kobani stáhly poslední jednotky americké armády, přičemž několika leteckými údery zničily přistávací plochy pro těžká dopravní letadla.

### 17. říjen
Turecké armádě a jejím spojencům se podařilo obsadit polovinu města Ras al-Ajn poté, město obklíčily a odřízly všechny přístupové cesty.
Během dne dosáhli americký viceprezident Mike Pence a turecký prezident Recep Erdoğan dohody o 120hodinovém příměří. Turecká armáda a její spojenci zastavili vojenské útoky, aby umožnili jednotkám SDF opustit místa bojů a stáhnout se do vzdálenosti 32 km od turecko-syrské hranice. Podle tureckého ministra zahraničí Mevlüta Çavusoğlua se nejedná o příměří, ale o pauzu v probíhající operaci. Pokud se Kurdové stáhnou do požadované vzdálenosti, turecká operace bude ukončena, pokud ne, operace bude pokračovat. Podle americké strany vyhlášením příměří pominuly důvody pro ohlášené americké sankce proti Turecku.

## Vývoj od příměří

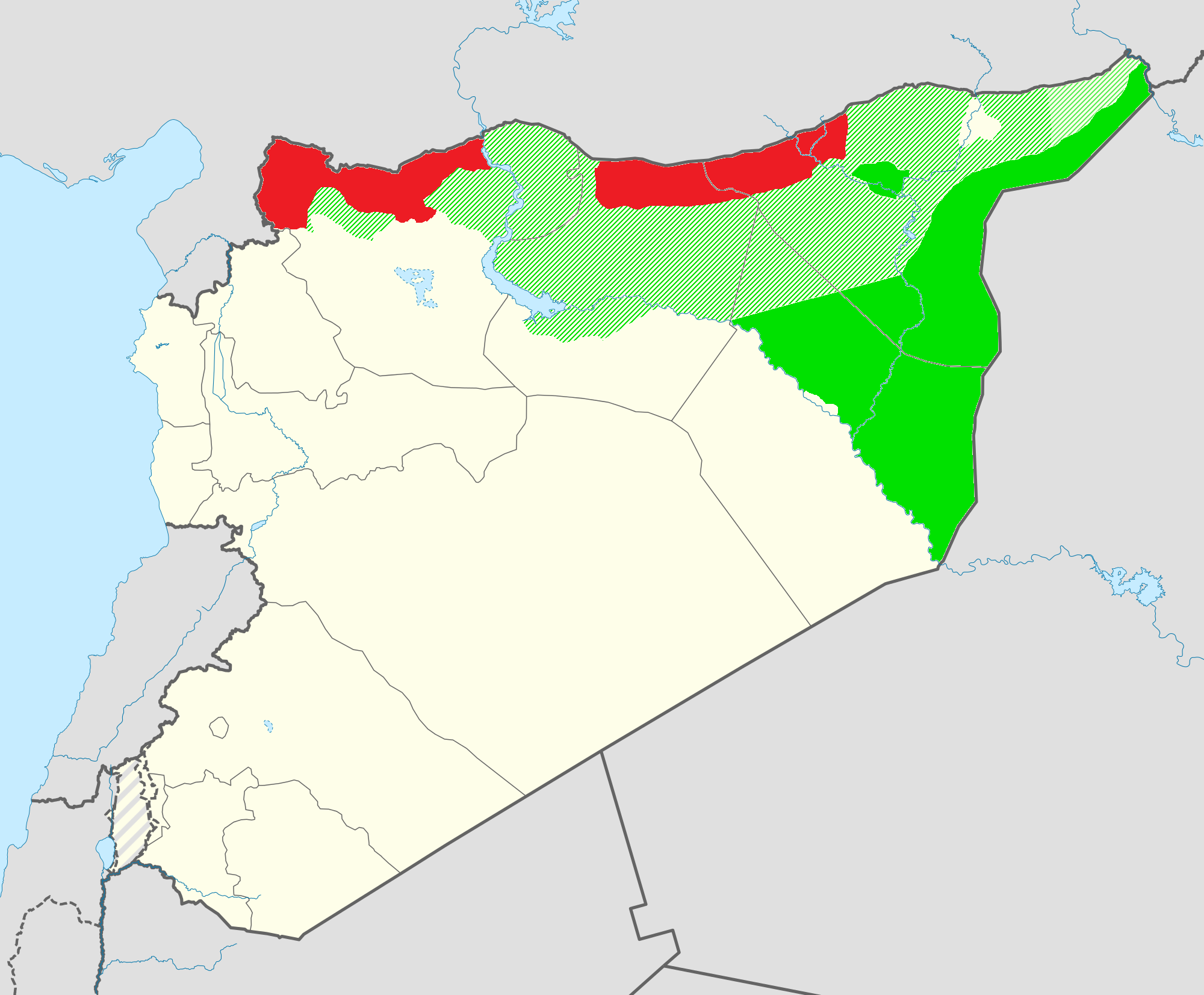
Území kontrolované SDF (zeleně) a území kontrolované Tureckem (červeně) v prosinci 2019

### 18. říjen
Poté, co bylo sjednáno příměří, došlo mezi bojujícími stranami pouze k drobným střetům v obleženém Ras al-Ajn. Z ostřelování civilních oblastí v tomto prostoru SDF obvinilo turecké ozbrojené síly. Z porušování příměří obvinili nejmenovaní američtí představitelé proturecké syrské milice s tím, že tito bojovníci jsou mimo tureckou kontrolu nebo Turecko nezajímá, co dělají. Turecko oznámilo, že je bizarní tvrdit, že porušují dohodu, která se jim líbí. Zároveň odmítlo tvrzení, že se jedná o příměří. Podle tureckého tvrzení se jedná o pauzu v bojích.
Velení turecké armády oznámilo plán na vytvoření 12 pozorovatelen v obsazené oblasti.

### 19. říjen
Jak turecká armáda, tak SDF se navzájem obviňují z porušování příměří. Podle SOHR turecká armáda její spojenci od začátku operace obsadili 2429 km² syrského území. podle tvrzení SDF i SOHR turecká armáda brání humanitárnímu konvoji s lékařskou pomocí ve vstupu do Ras al-Ajn.
Do Ras al-Ajn byl humanitární konvoj vpuštěn během odpoledne.

### 20. říjen
Obě strany se navzájem obviňovaly z porušování příměří. Turecký voják byl zabit při ostřelování ze strany YPG u Tall Abjadu. Podle tvrzení SDF zahynulo 16 jeho bojovníků po tureckém ostřelování. Z prostoru Ras al-Ajn se společně s humanitárním konvojem stáhly i zbývající jednotky SDF.
Ze svých základen poblíž Sarrinu a Tall Bejdaru se stáhly poslední americké jednotky. Americký konvoj zamířil k syrsko-irácké hranici. Na svém odchodu byli Američané napadáni místními obyvateli, kteří považují jejich odchod za zradu shnilou zeleninou. Dle tvrzení amerického prezidenta Trumpa Spojené státy preferují americkou vojenskou přítomnost v guvernorátu Dajr az-Zauru, kde by se podílely na střežení ropných polí před Islámským státem. Podle prohlášení SDF jsou ropná pole plně v jejich rukou a platí dohoda syrskou vládou o sdílení zisků z těchto polí.

### 21. říjen
Podle SOHR došlo přes pokračující příměří k jeho porušování ze strany tureckýh jednotek a jejich spojenců. Poblíž města Ajn Issa byli tureckým bezpilotním letounem zabiti 4 příslušníci SDF.

### 22. říjen
Při své návštěvě v provincii Idlíb řekl syrský prezident Asad, že Sýrie je připravena podpořit každou skupinu, která se postaví turecké okupaci. V telefonickém rozhovoru s ruským prezidentem Vladimirem Putinem podle syrských médií odmítl tureckou okupaci Sýrie. Ruský ministr obrany Šojgu sdělil, že Rusko je připraveno odeslat do Sýrie další vojenské jednotky na ostrahu hranic.
Během dne se v Soči sešli ruský prezident Putin a turecký prezident Erdoğan. Na setkání byla uzavřena dohoda, podle které do tzv. bezpečné, 32 kilometrů široké bezpečnostní zóny měla 23. října vstoupit ruská vojenská policie. Ta bude dohlížet na stažení kurdských jednotek z celého prostoru a to až 32 km od syrsko-turecké hranice. Prostor tzv. bezpečné zóny je vymezen územím obsazeným tureckou armádou. Celou oblast, včetně pásma 10 km na východ a na západ za prostorem vymezeným operací Pramen míru budou monitorovat společné turecko-ruské vojenské hlídky tvořené vojenskými policisty. Prezident Putin následně v telefonickém rozhovoru o dohodě informoval syrského prezidenta Asada, který dohodu podpořil.

### 23. říjen
Americký prezident Donald Trump oznámil ukončení amerických sankcí proti Turecku. Toto rozhodnutí se ale setkalo s kritikou ze strany amerických zákonodárců. Podle časopisu Newsweek se Spojené státy chystají k nasazení pozemních jednotek na ochranu ropných polí ve východní Sýrii před útoky IS.

### 24. říjen
V prostoru syrského města Tal Tamr došlo podle syrských státních médií k útoku turecké armády a jejich spojenců proti pozicím syrské armády. Útočící jednotky se střetli i s kurdskými milicemi.
Německá ministryně obrany Annegret Kramp-Karrenbauerová představila na zasedání NATO plán, podle kterého by v severní Sýrii bylo vytvořeno tzv. bezpečnostní pásmo pod kontrolou NATO.

### 25. říjen
Ruský ministr zahraničí Sergej Lavrov odmítl plán na vytvoření bezpečné zóny pod kontrolou jednotek NATO vzešlý ze zasedání této organizace.
Do Sýrie dorazilo 300 ruských vojenských policistů. jejich úkolem bude monitorování pohraničního regionu a napomáhání s odsunem jednotek SDF.
Americký ministr obrany Mark Esper oznámil plán na vyslání jednotek do východní Sýrie na ochranu ropných polí před IS. Kurdský vůdce Ilham Ahmed k tomu i podotkl, že pokud přítomnost USA nebude pro Kurdy přínosem, nebudou americké jednotky vítány. Zároveň dodal, že není jasné, jak Kurdové Američany přivítají po jejich stažení.

### 26. říjen
Ke střetům mezi jednotkami SDF a protureckými milicemi došlo v prostoru měst Tal Tamr a Ras al-Ajn. Oběti jsou hlášeny na obou stranách. V oblasti Ras al-Ajn se začaly také rozmisťovat jednotky syrské armády.
Plán německé ministryně obrany Annegret Kramp-Karrenbauerové na vytvoření bezpečnostní zóny v severní Sýrii pod kontrolou NATO odmítl turecký ministr zahraničí M. Cavusoglu jako nerealistický. Turecký prezident Erdoğan prohlásil, že pokud se z tzv. bezpečnostní zóny nestáhnou teroristé v dohodnutém časovém horizontu, vyřeší tuto situaci samo Turecko a provede očistu území. Erdogan dále kritizoval EU, že ze slíbené pomoci pro syrské uprchlíky v Turecku ve výši 6 miliard eur dorazila pouze polovina, přičemž Turecko na zvládnutí tohoto problému vynaložilo již 40 miliard eur. Pokud evropské země neposkytnou vyšší finanční podporu pro repatriaci syrských uprchlíků zpět do Sýrie, otevře Turecko hranice a vpustí tři miliony uprchlíků do Evropy, pohrozil Erdoğan.
Kolona amerických jednotek zamířila k ropným polím v Deir el-Zour.

### 27. říjen
Podle prohlášení SDF se její jednotky stahují na předem dohodnuté pozice aby tam, jak tvrdí, chránily kurdské obyvatelstvo v regionu před tureckými útoky.

### 28. říjen
Pokračovaly střety mezi SDF a protureckými silami v oblasti Ras al-Ajn. Jednotky syrské armády přítomné v této oblasti se během těchto bojů z oblasti stáhly. Podle SOHR byly proturecké jednotky při střetech podporovány tureckými bezpilotními letouny.
Další střety se odehrály v oblasti Abú Rasin, kde se proturecké milice podporované bezpilotními letouny turecké armády střetly s jednotkami SDF a syrské armády.
Všechny strany těchto střetů zaznamenaly ztráty.

### 29. říjen
V oblasti Tal Amr a Ras al-Ajn došlo podle SOHR ke střetům mezi syrskou armádou a SDF na straně jedné a tureckými jednotkami na straně druhé. Při bojích zahynulo 9 syrských vojáků. Turecká armáda uvedla, že zajala 18 ozbrojenců, kteří se hlásí k syrské armádě.
Ve svém prohlášení uvedl ruský ministr obrany Šojgu, že všechny kurdské jednotky dokončily stahování z tzv. bezpečnostní zóny.

## Ztráty
Podle SOHR ztratila k 30. listopadu 2019 turecká armáda během operace 10 vojáků, proturecká Národní syrská armáda ztratila 216 bojovníků, kurdská SDF 283 bojovníků.
Během operace zahynulo v důsledku bojů celkem 130 civilistů, z toho 33 při tureckém bombardování. Další civilisté byli popraveni příslušníky protureckých milicí.

## Reakce v Turecku a Sýrii
Tureckou vojenskou operaci podpořily všechny turecké parlamentní opoziční strany s výjimkou strany HDP. V zemi začali být zatýkáni kurdští opoziční vůdci za kritiku vojenské operace.

Syrská vláda režimu Bašára Asada tureckou invazi silně odsoudila jako ostudné porušení mezinárodního práva a rezolucí OSN. Mluvčí Syrských demokratických sil hovořil o jejich připravenosti prudce odpovědět na jakýkoli turecký útok na syrskou půdu.

## Mezinárodní reakce

Mezinárodní reakce na tureckou ofenzivu

### Státy
- Spojené království, Francie a Německo odsoudily turecký útok a svolaly zasedání Rady bezpečnosti OSN.

- Ministr zahraničí České republiky Tomáš Petříček zdůraznil, že vyhrocení situace může zkomplikovat situaci civilistů a uprchlíků v oblasti a vyzval k diplomatickému tlaku na Turecko.[39]

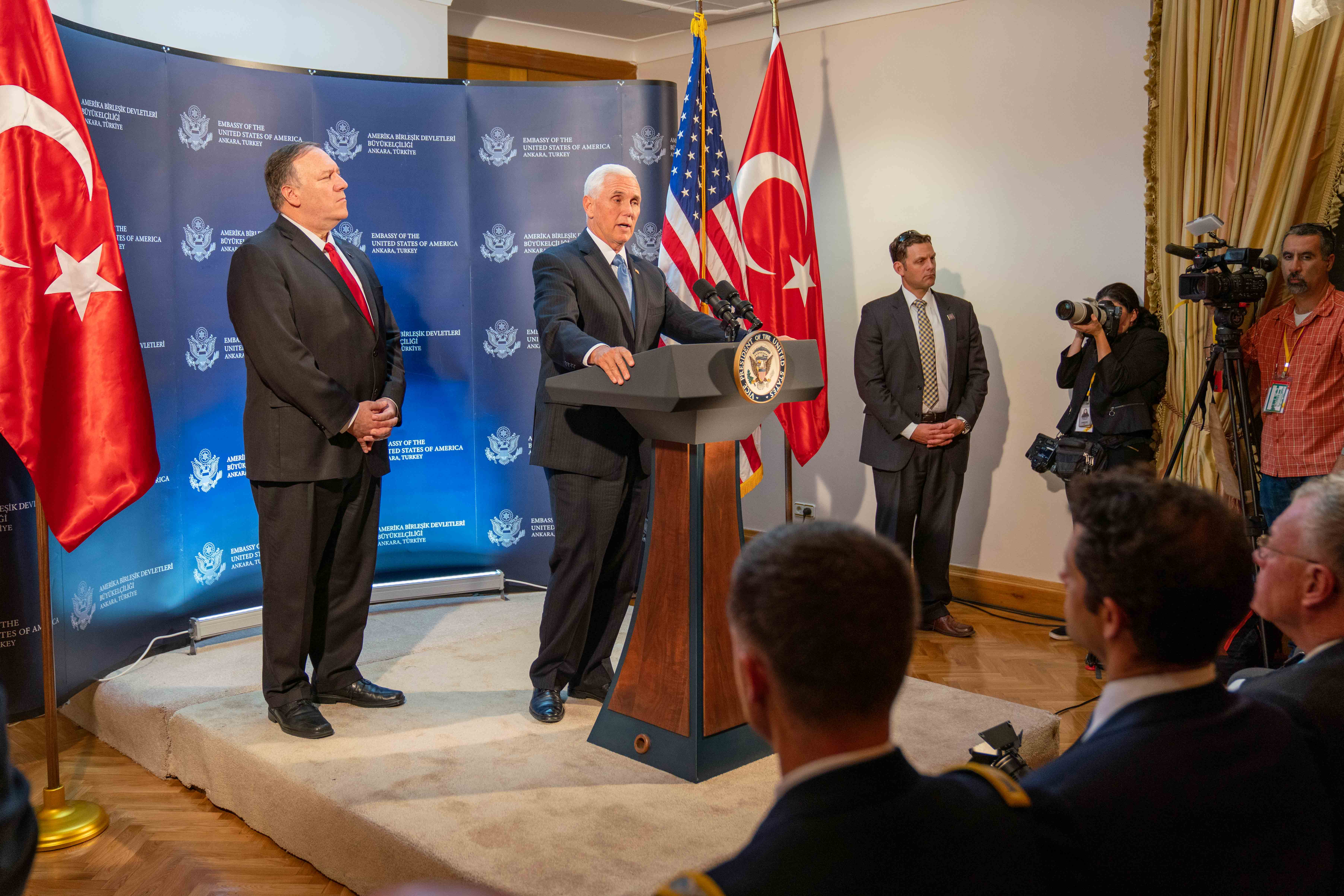
Mike Pence a Mike Pompeo v Ankaře 17. října

- Prezident USA Donald Trump pohrozil zničením turecké ekonomiky v případě, že Turecko provede neadekvátní zásah a prohlásil, že USA útok nepodporují.[2] Ministr zahraničí Mike Pompeo prohlásil, že Turci mají legitimní bezpečnostní obavy, ale popřel, že by USA daly Turecku k invazi zelenou. Donald Trump vyzval telefonicky prezidenta Erdogana, aby invazi do Sýrie a boje proti Kurdům zastavil. Americký viceprezident Mike Pence bude vyslán do Ankary, aby o vzniklých problémech hovořil s tureckým vedením.[40]

- Ruský prezident Vladimir Putin vyzval tureckého prezidenta k pečlivému zvážení situace, aby nedošlo k poškození snah o vyřešení syrské krize.[41] Ruský ministr zahraničí Sergej Lavrov řekl, že Moskva se bude snažit podpořit diskusi mezi Damaškem a Ankarou, jakož i mezi syrskými orgány a kurdskými organizacemi. Putin prohlásil, že Sýrie by měla být zbavena „nezákonné cizí vojenské přítomnosti“.[42] Podle mluvčího Kremlu Dmitrije Peskova Spojené státy zradily syrské Kurdy.[43]

- Norsko sleduje situaci s hlubokým znepokojením a opakuje výzvu Turecku, aby ukončilo svou vojenskou operaci a dodržovalo mezinárodní právo. Norsko zároveň pozastavilo udělování licencí pro prodej vojenského materiálu do Turecka.[44]

- Indie uvedla, že kroky Turecka mohou narušit stabilitu v regionu a boj proti terorismu. Turecké jednání má také potenciál vyvolat humanitární a civilní utrpení. Vyzývá Turecko, aby uplatňovalo zdrženlivost a respektovalo svrchovanost a územní celistvost Sýrie.[44]

- Irácká vláda vyjádřila znepokojení nad současnou situací v severní Sýrii a prohlásila, že turecká vojenská operace komplikuje situaci v Sýrii a má přímý dopad na bezpečnost v Iráku.[44]

- Izraelský premiér Benjamin Netanjahu se ostře vyjádřil proti probíhající vojenské operaci Turecka v Sýrii a řekl, že Izrael je připraven poskytnout humanitární pomoc kurdskému lidu. Dodal, že Izrael důrazně odsuzuje tureckou invazi do kurdských oblastí v Sýrii a varuje před etnickým očištěním Kurdů ze strany Turecka a jeho zástupců.[44]

- Kuvajtské ministerstvo zahraničí vydalo prohlášení, ve kterém říká, že turecké vojenské operace v Sýrii jsou přímým ohrožením bezpečnosti a stability v regionu.[44]

- Saúdská Arábie prohlásila, že bez ohledu na záminky propagované Tureckem, závažnost této agrese na severovýchodě Sýrie má negativní dopady na bezpečnost a stabilitu regionu.[44]

### Organizace
- Generální tajemník OSN António Guterres vyjádřil své hluboké znepokojení nad rostoucím násilím.
- Předseda Evropské komise Jean-Claude Juncker vyzval Turecko ke zdrženlivosti.
- Generální tajemník NATO Jens Stoltenberg uvedl, že se vážně obává celé operace a dodal, že doufá v tureckou zdrženlivost.
- Arabská liga na svém zasedání 12. října 2019 v Káhiře turecký útok proti arabské zemi odsoudila a nazvala jej agresí.[17]